# Maja van Langeveld-Berkel
M.K. (Maja) van Langeveld-Berkel (19 oktober 1933 – 22 mei 1984) was een Nederlands politicus van de VVD.
Ze was zeven jaar actief in de gemeentepolitiek van Krimpen aan den IJssel, waar ze  wethouder/locoburgemeester was, voor ze in oktober 1981 werd benoemd tot burgemeester van Loosdrecht. Tijdens dat burgemeesterschap overleed ze in mei 1984 op 50-jarige leeftijd.